# Rasenfunk

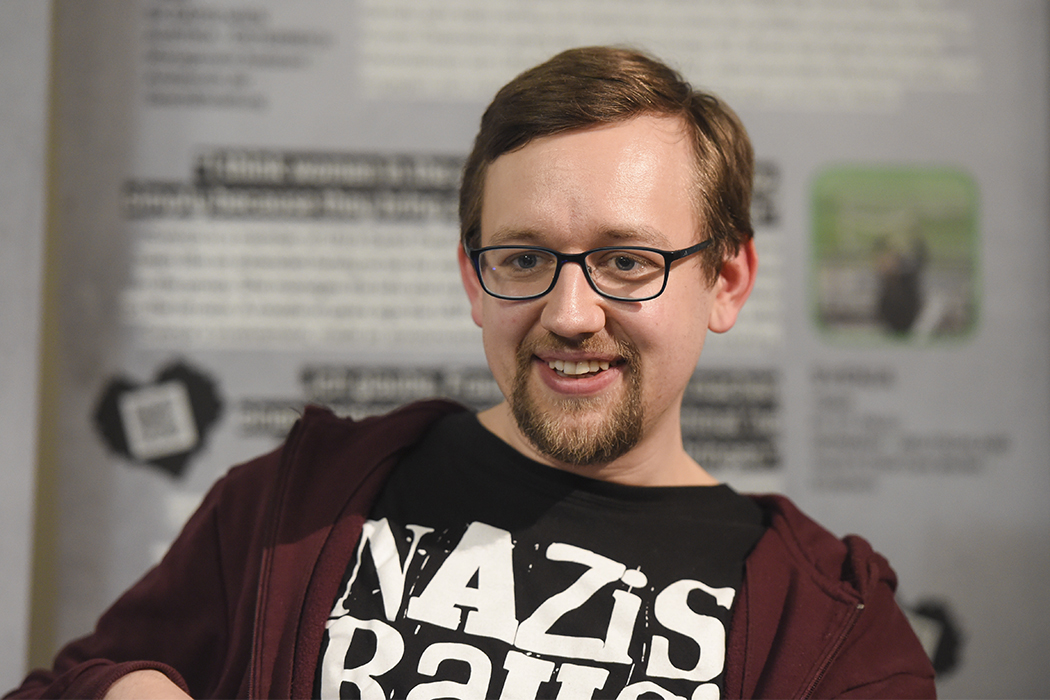
Max-Jacob Ost beim 11mm-Filmfestival 2019

Der Rasenfunk ist ein im August 2014 gegründeter deutschsprachiger Podcast, in dem mit Journalisten, Fans, Bloggern und Podcastern über Fußball geredet wird. Moderiert werden die Sendungen des Rasenfunk vom Sportjournalisten Max-Jacob Ost. Für die Technik hinter dem Podcast ist Frank Helmschrott zuständig, er ist nur in einigen wenigen Folgen zu hören. Der Rasenfunk ist werbefrei, er wird ausschließlich durch die Unterstützung der Hörer finanziert.

## Konzept und Sendungsformate
Der Podcast besteht aus Diskussionen des Sportjournalisten Max-Jacob Ost mit wechselnden Gästen. Im Versuch, sich von gängigen Fußballgesprächsrunden wie dem Doppelpass oder Sky90 abzugrenzen, werden boulevardeske und populistische Themen im Rasenfunk weitgehend ausgespart. Gegenüber der Allgemeinen Zeitung aus Mainz beschrieb Ost die Motivation zum Rasenfunk so: "Uns war das, was TV und Radio zu Fußball bieten, zu oberflächlich, die Gesprächsführung zu lapidar. Also gehen wir in die Tiefe, schlagen keine Phrasen, und offenbar haben solche Formate nicht nur uns gefehlt." Alle Sendungsformate kennzeichnet eine sachliche Diskussion, die oft auch sehr von Taktik geprägt ist. Dennoch scheut Ost sich nicht, zu gesellschaftspolitischen Themen im Fußball Stellung zu beziehen. Erklärtes Ziel des Rasenfunks ist es auch, die kleineren Vereine der Bundesliga gebührend zu analysieren und damit dem Ungleichgewicht in der gängigen Sportberichterstattung zugunsten quotenträchtiger Vereine wie Bayern München oder Borussia Dortmund entgegenzuwirken.

### Schlusskonferenz
In der im August 2014 gestarteten „Rasenfunk Schlusskonferenz“ blickt Ost mit zwei Gästen auf aktuelle Spiele zurück, in der Regel die des letzten Spieltags der 1. Bundesliga. Der Name ist, laut Ost, eine Hommage an die Schlusskonferenz in der Bundesligaübertragung des öffentlich-rechtlichen Hörfunks. Die Rasenfunk Schlusskonferenz erscheint nahezu wöchentlich mit einer Dauer zwischen zwei und drei Stunden. Je Episode liegt der Schwerpunkt in der Regel auf einem Bundesligaverein, zu welchem Gäste mit tiefem Hintergrundwissen eingeladen werden. Jeder Bundesligaverein wird pro Saison mindestens einmal ausführlich thematisiert. Während der laufenden Bundesligasaison erscheint die Schlusskonferenz meist Sonntagnacht oder Montagnachmittag.
Wichtige Spiele der deutschen Fußballnationalmannschaft der Männer bei internationalen Fußballturnieren werden oft ebenfalls in der Schlusskonferenz diskutiert. So gab es bisher eine oder mehrere Episoden zur Europameisterschaft 2016, den Olympischen Spielen 2016, zur U21-Europameisterschaft 2017, dem Confederations Cup 2017 sowie zur Weltmeisterschaft 2018.
Nach der Sommerpause 2019 wurden die Spiele der Deutschen Fußballnationalmannschaft der Frauen bei der Fußball-Weltmeisterschaft der Frauen 2019 besprochen.

#### Schlusskonferenz – Saisonvorschau
Zum Ende der Sommerpause erscheint jeweils eine Saisonvorschau, in der Ost mit zwei Gästen jeden Verein der Bundesliga analysiert. Themen sind die wirtschaftliche und die sportliche Situation, d. h. getätigte Transfers, absolvierte Testspiele und der Verlauf der Saisonvorbereitung. Am Ende der Episode geben Ost, seine Gäste und die Nutzer der Rasenfunk-Website jeweils ihre Tipps für die Abschlusstabelle der Bundesligasaison ab.

#### Schlusskonferenz – Rasenfunk Royal
In der Winter- und Sommerpause der 1. Bundesliga erscheint der mehrteilige "Rasenfunk Royal", in dem alle achtzehn Vereine der 1. Bundesliga mit achtzehn Gästen ausführlich zur zurückliegenden Halbserie bzw. Saison besprochen werden. Seit dem dritten Rasenfunk Royal wird auch gemeinsam mit Collinas Erben auf die Leistung der Schiedsrichter zurückgeblickt. Der Rasenfunk Royal dauert insgesamt zwischen 18 und 21 Stunden. Mit dem "Rasenfunk Royal XS" gab es auch einige Male Ausgaben zur 2. Bundesliga.

### Tribünengespräch
Im Januar 2015 erschien das erste „Tribünengespräch“. Dieses Sendungsformat widmet sich ausführlich einem zeitlosen Thema aus der Welt des Fußballs. Die Episoden sind jeweils monothematisch und mehrere Stunden lang. Bisher sind im Tribünengespräch zum Beispiel Sendungen zur Geschichte der Fußballtaktik, zum Doping im Fußball und spezifisch zum Doping bei der WM 2018 oder zu TV-Rechten im Fußball erschienen. Auch die Football Leaks waren bereits mehrfach Thema im Tribünengespräch.

### Kurzpass
Der „Kurzpass“ ist mit einer angestrebten Laufzeit von 30 bis 45 Minuten das kürzeste Format des Rasenfunks. Er startete im Mai 2016 und widmet sich aktuellen Themen im Fußball. Die Entwicklungen anderer europäischer Ligen, der zweiten Bundesliga sowie der Frauen-Bundesliga werden ebenso diskutiert wie internationale Fußballturniere.

## Crowdfunding
Der Rasenfunk begann als Freizeitprojekt. Mit der schrittweisen Ausweitung des Rasenfunks auf drei Sendungsformate und längere Episoden war der gestiegene Zeit-, Kosten- und Arbeitsaufwand für Ost und Helmschrott nicht mehr dauerhaft im Rahmen eines Freizeitprojekts umsetzbar. Am 9. Juli 2016 gründeten sie daher den „Rasenfunk Supporters Club“. Via Patreon und Überweisung können Hörer den Rasenfunk seither finanziell unterstützen. Auf diesem Wege soll der Rasenfunk weiterhin kostenlos, werbefrei und unabhängig von Großsponsoren bleiben. Seit Beginn der Bundesligasaison 2017/18 kooperiert der Rasenfunk mit spox.com und dem Weser-Kurier. Beide Medien binden Sendungen des Rasenfunks auf ihren Websites ein. Dafür erhält der Rasenfunk allerdings kein Geld, sondern mehr Reichweite.
Im Rahmen eines Vortrags bei „Das Sendezentrum“ hat Ost die Finanzierungsstrategie des Rasenfunks 2017 ausgeführt. Erhielt der Rasenfunk Mitte 2017 noch etwa 800 bis 1000 Euro an Spenden pro Monat, waren es Anfang 2018 bereits 1500 bis 2000 Euro monatlich. Um mit der Produktion des Rasenfunks den Lebensunterhalt von Ost bestreiten zu können, bräuchte der Rasenfunk ca. 5000 Euro Spenden monatlich. Seit Beginn der Bundesligasaison 2018/19 betreibt Ost den Rasenfunk hauptberuflich.

## Rezeption und Auszeichnungen
Die Deutsche Akademie für Fußball-Kultur zeichnete den Rasenfunk am 26. Oktober 2018 mit dem Fanpreis für „besonderes Engagement von Fans für Fans“ als besten Fußball-Podcast des Jahres aus. Der Rasenfunk setzte sich damit unter 45 Bewerbern durch. Neben der Siegerfigur MAX gab es für den Rasenfunk ein Preisgeld von 5000 Euro. Beworben hatte sich der Rasenfunk mit einer Folge des Tribünengesprächs zu RasenBallsport Leipzig.
Die Auswahl der Jury begründete Jérôme Grad von der Deutschen Akademie für Fußball-Kultur so: „Die Vielfalt, die den Hörerinnen und Hörern im 'Rasenfunk' mit seinen drei Formaten geboten wird, spricht für den Gewinner. Wer sich für die Fußball-Bundesliga, die internationalen Top-Ligen und dazu noch für gesellschaftliche Themen rund um den Fußball interessiert, kann dieses breite Spektrum beim 'Rasenfunk' komplett abdecken.“
Die Macherin des Fußball-Blogs und -Podcasts „Textilvergehen“ Stefanie Fiebrig war selbst Jurymitglied und hielt die Laudatio. Sie lobte den Rasenfunk für seine breite Themensetzung, etwa mit Sendungen zum Blindenfußball oder e-Sports. Besonders gefiel ihr die Einbindung der Fußball-Expertise von Frauen: „Max-Jacob Ost hat einen wahnsinnig guten Umgang mit Frauen, etwas, was ich im Sportjournalismus fast überall anders vermisse. Im 'Rasenfunk' war es zum Beispiel überhaupt kein Thema, dass die WM-Expertin in Russland eine Frau war.“ In der Laudatio sagte Fiebrig: Obwohl es um Männerfußball ginge, hätten Frauen im Rasenfunk eine Stimme, seien ernsthafte und ernstgenommene Gesprächspartnerinnen.
Stand Herbst 2018 hat der Rasenfunk 20.000 Abonnenten und wird je Sendung durchschnittlich 25.000 Mal heruntergeladen.

## Fußball-Podcast-Liste
Die Macher des Rasenfunks pflegen eine ausführliche Liste von Fußball-Podcasts, die sogenannte Podroll. Diese umfasst sowohl liga- als auch clubspezifische Podcasts aus dem In- und Ausland. Zum Start dieser Liste gab es am 24. Juni 2015 dazu ein Tribünengespräch mit dem Titel "Fußballpodcasts" sowie eine Aktualisierung am 16. Oktober 2018 mit dem Titel "Neues aus der Fußballpodcastwelt".